# Okano
Okano è un dipartimento della provincia di Woleu-Ntem, in Gabon, che ha come capoluogo Mitzic.